# كورناريدو
كورناريدو (ميلانو : Cornaree) هي كومونا (بلدية) تقع في مدينة ميلانو الحضرية في منطقة لومبارديا الإيطالية، وتبعد حوالي 11 كم شمال غرب ميلانو.
تحد كورناريدو البلديات التالية: رو، بريغريمانا ميلانو ‏، سيتيمو ميلانيز، باريجيو، كوساغو.

## التوأمة
كورناريدو توأمة مع:
- ساروتش ، إيطاليا.